# Энциклопедия относительного и абсолютного знания
«Энциклопедия относительного и абсолютного знания» — одна из книг французского писателя Бернара Вербера, где автором энциклопедии представлен персонаж Эдмонд Уэллс.

## История создания
Упоминания об «Энциклопедии относительного и абсолютного знания» встречаются в романах Бернара Вербера гораздо раньше действительной реализации «виртуальной книги» в реальное произведение.
Первое широкое упоминание о ней появляется на страницах романа «Муравьи», увидевшего свет в 1991 году. Автор заявляет, что добавил «Энциклопедию относительного и абсолютного знания» в роман в самый последний момент, чтобы с её помощью дать место для научной или исторической информации. В повествованиях Вербера автором «Энциклопедии» является Эдмонд Уэллс, вымышленный персонаж ряда его произведений. Прототип Уэллса — дед писателя, который всё записывал в тетрадки. Бернар Вербер тоже собирал и заносил в тетрадки разные интересные вещи начиная с 13 лет, далее когда работал научным журналистом. За годы работы скопилась целая стопка толстых тетрадей с самыми разными сведениями.
Произведение было опубликовано в 1993 году под названием, ставшим хорошо известным читателям Вербера, — «Энциклопедия относительного и абсолютного знания».

## Аннотация
Из «Энциклопедии» герои Вербера черпают всевозможные курьезы и мудрости, из которых впоследствии делают выводы. Статьи не подчиняются ни алфавитному порядку, ни какой-либо иной структуре; это просто сборник занятных историй, однако некое общее тематическое направление в ней всё-таки прослеживается.

## Содержание
Текст состоит из 245 коротких отрывков энциклопедического характера, в числе которых: «Золотое сечение», «Шарада Виктора Гюго», «Гороскоп майя», «SATOR», «Труэль», «Медитация», «Битва при Куллодене», «Искусство фуги», «Гомеостаз», «Храм Соломона», «Шахматы», «Абракадабра» и многие другие.

## Критика
Стоит отметить, что заметная часть «фактов» не подтверждается авторитетными источниками. Весьма расплывчато и неточно приводятся выводы американского ученого Анатолия Рапопорта относительно стратегии «сотрудничества» в теории игр. На страницах книги «всплывает» несуществующий вид клопов Antochorides scolopelliens, а утверждение автора об удалении голосовых связок у сингапурских собак не соответствует действительности. К тому же Вербер оказывается сторонником мифа о неполном использовании мозга, который последовательно опровергается учеными.